# 南斯縣 (內布拉斯加州)
南斯縣（英語：Nance County）是美國內布拉斯加州東部的一個縣。面積1,160平方公里。根據美國2000年人口普查，共有人口4,038人。縣治富勒頓 （Fullerton）。
成立於1879年2月13日，縣政府成立於6月21日。縣名紀念第五任州長、阿爾比努斯·南斯 （Albinus Nance）。